# Lech Królikowski
Lech Wojciech Królikowski (ur. 23 kwietnia 1944 w Czyżowie Szlacheckim) – polski varsavianista i samorządowiec, burmistrz Mokotowa (1990–1992), radny Ursynowa i przewodniczący Rady Dzielnicy (od 2010), profesor i rektor Wyższej Szkoły Komunikowania i Mediów Społecznych im. Jerzego Giedroycia.

## Życiorys
Ukończył studia na Politechnice Warszawskiej, następnie zaś studiował podyplomowo na Uniwersytecie Warszawskim. Uzyskał stopień doktora nauk humanistycznych, a w 2009 habilitację na podstawie pracy Szkolnictwo dawnej Warszawy. Rzecz o korelacji pomiędzy rozwojem miasta a szkolnictwem. Od połowy XVII wieku do wybuchu drugiej wojny światowej.
W okresie PRL współpracował m.in. ze „Stolicą”. W latach 1993–2013 prezes Towarzystwa Przyjaciół Warszawy. Był pracownikiem Instytutu Historii Polskiej Akademii Nauk im. Tadeusza Manteuffla, następnie zatrudniony w Najwyższej Izbie Kontroli. Autor wielu publikacji związanych z Warszawą. 1 marca 2010 został rektorem Wyższej Szkoły Komunikowania i Mediów Społecznych im. Jerzego Giedroycia. 
Od 20 lat związany z warszawskim samorządem. W latach 1990–1992 sprawował urząd burmistrza Mokotowa jako przedstawiciel Komitetu Obywatelskiego. W wyborach w 1991 i 1993 bez powodzenia ubiegał się o mandat posła na Sejm z listy Kongresu Liberalno-Demokratycznego. W latach 1994–2002 zasiadał w radzie Ursynowa z ramienia Unii Wolności. W wyborach w 2002 bezskutecznie kandydował do Rady Warszawy z listy Platformy Obywatelskiej. W wyborach w 2006 i 2010 uzyskiwał mandat radnego Ursynowa z rekomendacji komitetu „Nasz Ursynów”. Przystąpił także do Stronnictwa Demokratycznego, gdzie zasiadał w Radzie Naczelnej. 1 grudnia 2010 został wybrany na przewodniczącego rady dzielnicy Ursynów głosami PiS i „Naszego Ursynowa”. 9 grudnia 2010 rada Warszawy przyjęła uchwałę o unieważnieniu głosowania z powodów błędów proceduralnych i o jego powtórzeniu na następnej sesji rady. 13 grudnia został ponownie wybrany na przewodniczącego Rady. 
Jest członkiem zarządu stowarzyszenia „Nasz Ursynów”, zasiadł również we władzach krajowych Ruchu Społeczno-Samorządowego „Nasza Metropolia”.

## Wybrane dzieła
- Warszawskie adresy Marszałka. PWN, Warszawa, 1990, ISBN 83-01-10291-8.
- Bitwa Warszawska 1920 roku. PWN, Warszawa 1991, ISBN 83-01-10316-7.
- Twierdza „Warszawa”. Bellona, Warszawa 1994, ISBN 83-11-08323-1.
- Szkolnictwo dawnej Warszawy: rzecz o korelacji pomiędzy rozwojem miasta a szkolnictwem (od połowy XVII wieku do wybuchu drugiej wojny światowej). Muzeum Historyczne m. st. Warszawy, 2008. — (Biblioteka Warszawska), ISBN 978-83-88477-81-2.
- Warszawa – dzieje fortyfikacji Wydawnictwo Trio, Warszawa, 2011, wyd. 2, 2015 ISBN 978-83-7436-269-6.
- Ursynów wczoraj, dziś, jutro, Warszawa 2014.
- Wisła na Mazowszu: XIX-wieczne plany regulacji rzeki w granicach byłego zaboru rosyjskiego, Warszawa 2019.
- Moskwa nad Wisłą, Warszawa 2019.
- Śladami pomysłów dla Warszawy, Warszawa 2021.
- Polskie królestwo Romanowów, Wydawnictwo Warszawskie, Warszawa, 2021, ISBN 978-83-954024-6-3.